# Dallara F308
Dallara F308 – samochód wyścigowy projektu i konstrukcji Dallary, z przeznaczeniem do wyścigów Formuły 3. Został zaprezentowany pod koniec 2007 roku. Używany był w edycjach: brytyjskiej, hiszpańskiej, japońskiej i włoskiej oraz w Formule 3 Euroseries.
W porównaniu do poprzedników w modelu F308 poprawiono wydajność aerodynamiczną oraz bezpieczeństwo. Do zmian należało m.in. zastosowanie nowej karoserii, wprowadzenie drewnianej deski pod samochodem, nowy, mniejszy monokok, a także wzmocnione boki.
Model napędzany był przez silniki Mugen, Mercedes, Nissan, Toyota oraz Volkswagen.